# 4331 Hubbard
4331 Hubbard è un asteroide della fascia principale. Scoperto nel 1983, presenta un'orbita caratterizzata da un semiasse maggiore pari a 2,2282307 au e da un'eccentricità di 0,2063185, inclinata di 5,71756° rispetto all'eclittica.
L'asteroide è dedicato allo scrittore statunitense Ralph Hubbard.